# 地磁逆轉

Recent geomagnetic reversals.

地磁逆转是指地球磁场方向的变化，也就是北磁极和南磁极的对调。地磁逆转的发生常常伴随着磁场强度的减弱，当新的方向确定后，磁场强度又会迅速增加。地磁场一般几萬年甚至更久才会发生逆转，發生的頻率也不固定。最近研究顯示，地磁翻轉的過程最快百年以內即可完成，顛覆以往認為需要千年的普遍認知。

## 歷史
在20世紀早期，地質學家首次注意到一些火山岩並非朝向預期中的方向磁化。第一次針對地磁逆轉的調查是由日本地球物理學家松山基範在1920年代完成的，他注意到有些日本岩石地磁反轉，而它們都屬於更新世早期或更早。在當時他提出地磁場可能曾經相反，但由於對地磁場的認識太少，因此地磁反轉的理論只受到微小的關注。
大多數1950年代末期對古代地磁場的研究都著重於調查磁極與大陸漂移。儘管一些岩石被發現會在冷卻時反轉磁場，大部分受磁化的火山岩在冷卻時會留下地磁場存在的痕跡。最初認為逆轉每一百萬年發生一次，但在1960年代發現每次逆轉的週期是無規律可循的。
在1950和1960年代，研究船收集關於地磁場變化的資料。由於航線的錯綜複雜，整合航行資料與磁力計讀數變得困難。但當資料繪製成圖時，明顯地有顯著的規律連續磁性條帶橫越海底。

在1963年，弗雷德里克·范恩（Frederick Vine）以及卓門·馬修斯（Drummond Matthews）聯結哈里·海斯的海底擴張學說與已知的地磁逆轉時間表，提出了一個簡單的解釋：如果新的海底獲得了當前的地磁場，中洋脊的擴張會產生平行於中洋脊的磁性條帶。加拿大人勞倫斯·莫里（Lawrence Morley）在1963年1月提出了相似的解釋，但他的成果遭到《自然》及《地球物理学研究杂志》科學期刊的拒絕，直到1967年才被刊登在文學雜誌《周六评论》（Saturday Review）上。
自1966年開始，拉蒙特-多爾蒂地球觀測所的科學家發現橫越太平洋-南極洋脊的地磁數據圖表與北大西洋雷克雅內斯中洋脊（north Atlantic's Reykjanes ridges）相互對應。相同的地磁異常現象在世界各海洋被發現，使得估算大部分海洋地殼誕生的時間變得可能。
透過分析古地磁學的資料，我們現在知道地磁場自地球歷史早期形成以來已經反轉過數以萬次。由於全球磁極時間表（Global Polarity Timescale, GPTS）越來越精確，揭示了過去地磁反轉的發生速率是相當多變的。在某些地質年代間（如白堊紀稳定期），地磁場被觀測到在數千萬年間保持一個單一的方向。其他的时间似乎發生得非常迅速，五萬年間發生了兩次反轉。最近一次反轉是大約在78萬年前的布容尼斯－松山反转。歐洲太空總署（European Space Agency，ESA）發現在印度洋，地磁有所增強，但在整個美洲，地磁都呈現減弱。

## 延伸閱讀
- Behrendt, J.C., Finn, C., Morse, L., Blankenship, D.D. "One hundred negative magnetic anomalies over the West Antarctic Ice Sheet (WAIS), in particular Mt. Resnik, a subaerially erupted volcanic peak, indicate eruption through at least one field reversal（页面存档备份，存于）" University of Colorado, U.S. Geological Survey, University of Texas. (U.S. Geological Survey and The National Academies); USGS OF-2007-1047, Extended Abstract 030. 2007.
- Okada, M., Niitsuma, N., "Detailed paleomagnetic records during the Brunhes-Matuyama geomagnetic reversal, and a direct determination of depth lag for magnetization in marine sediments（页面存档备份，存于）" Physics of the Earth and Planetary Interiors, Volume 56, Issue 1-2, p. 133-150. 1989.

## 外部連結
- How geomagnetic reversals are related to intensity（页面存档备份，存于）
- The geodynamo（页面存档备份，存于）
- "Look down, look up, look out!", The Economist, May 10th 2007（页面存档备份，存于）
- "Ships' logs give clues to Earth's magnetic decline", New Scientist, May 11th 2006（页面存档备份，存于）